# Herman Van Rompuy
Herman Achille Van Rompuy (pronunciat  ˈɦɛɾmɑn vɑn ˈɾɔmpœy̆ (?·pàg.); Etterbeek, 31 d'octubre de 1947) és un polític flamenc pertanyent al partit CD&V. Fou Primer ministre de Bèlgica, assumint el lloc de Yves Leterme el 30 de desembre de 2008, després d'haver dimitit Leterme una setmana abans.
Fou viceprimer ministre de Bèlgica entre el 23 de juny de 1995 i el 12 de juliol de 1999 durant el segon govern de coalició liderat per Jean-Luc Dehaene del Christen-Democratisch en Vlaams (CVP) amb els socialistes de Flandes (SP) i de Valònia (PS) i el Partit Social Cristià (PSC), però no la coalició no es va repetir després de les eleccions legislatives belgues de 1999, en les que Guy Verhofstadt va formar govern.
Fou president de la Cambra de Representants de Bèlgica des del 12 de juliol de 2007 fins al 30 de desembre de 2008 quan després de la dimissió d'Yves Leterme el 28 de desembre de 2008 va rebre l'encàrrec del rei Albert II de formar un nou govern en substitució del de Leterme, convertint-se en primer ministre dos dies després. El 19 de novembre de 2009 fou elegit per ser president del Consell Europeu, càrrec que ostentà fins al 2014 sent rellevat en el càrrec de primer ministre per Yves Leterme.
El 2019 fou nomenat president del consell d'administració del Col·legi d'Europa, rellevant Íñigo Méndez de Vigo Montojo.